# Torenia stolonifera
Torenia stolonifera är en tvåhjärtbladig växtart som beskrevs av Boj. och George Bentham. Torenia stolonifera ingår i släktet Torenia och familjen Linderniaceae. Inga underarter finns listade i Catalogue of Life.